# 北大阪
北大阪（きたおおさか）は、大阪府北部あるいは大阪市北部を指す呼称。大阪府北部は、主に淀川および神崎川右岸以北の北摂地域を指す場合が多いが、これに北摂地域の南東に隣接する淀川左岸側の北河内地域、南西に隣接する大阪市北部のいずれか、または両方を加えることもある。大阪市北部の範囲はおおよそ中央大通以北であるが、淀川以北（特に新淀川の北側にある東淀川区・淀川区・西淀川区の3区）を指す場合もあり、明確でない。

## 北大阪を冠する法人や団体、施設など
- 北大阪急行電鉄 - 大阪府の鉄道事業者。箕面市・豊中市・吹田市を通る路線（南北線）を有する。
- 北大阪健康医療都市 - 吹田市と摂津市にまたがる医学研究機関、病院、医療関連企業などの集積地域。
- 北大阪合同労働組合 - 北摂を活動エリアとする合同労働組合。
- 北大阪サイクルライン - 大阪府道801号大阪吹田自転車道線の別称。
- 北おおさか信用金庫 - 茨木市に本店を置く信用金庫。摂津水都信用金庫（本店：茨木市）と十三信用金庫（本店：淀川区）の合併により発足した。
- 阪神北大阪線 - かつて大阪市北部（現在の福島区および北区）を通っていた阪神電鉄の路面電車。
- 北大阪電気鉄道 - 大正時代に、現在の阪急京都線・千里線の十三―淡路―千里山間（大阪市淀川区・東淀川区・吹田市）を開業させた鉄道事業者。
- 北大阪トラックターミナル - 茨木市にあるトラックターミナル。
- 北大阪ネオポリス - 豊能郡豊能町にある郊外型ニュータウン。
- 北大阪福祉専門学校 - 大阪市都島区にある専修学校。
- 北大阪ほうせんか病院 - 茨木市にある総合病院。旧称は大阪第二警察病院、北大阪警察病院で、元は大阪府警察の警察病院として開院していた。

## その他（外部リンク）
- 北大阪農業協同組合 - 北摂地域にある4つの農業協同組合の1つで、本部は吹田市山田西4-15-1にあり、吹田市および摂津市に支店を持つ。通称は「JA北大阪」である。北摂には他に大阪北部農業協同組合（JA大阪北部）もある。
- 北大阪商工会議所 - 北河内地域のうち、枚方市・寝屋川市・交野市を管内とする商工会議所。
- 北大阪ドリーム - ウェイバックマシン（2004年6月5日アーカイブ分） - 北摂地域を中心に活動する車椅子ツインバスケットボールのチーム。